# Ursus C-360-3P
Ursus C-360-3P – średni ciągnik rolniczy produkowany w latach 1981–1993 na rynek krajowy, a w latach 1995-1998 na rynki zagraniczne w Zakładach Mechanicznych Ursus w Warszawie.

## Historia modelu
Główna różnica między ciągnikami Ursus C-360 a C-360-3P polegała na zamontowaniu nowego silnika MF PERKINS – AD3.152UR posiadającego trzy cylindry i moc 47,5 KM (C-360 miał 52 KM). Silnik ten charakteryzował się mniejszym zużyciem paliwa, obniżonym poziomem hałasu oraz mniejszym zadymieniem spalin. W pierwszych egzemplarzach montowane były oryginalne silniki wyprodukowane w Wielkiej Brytanii, które wyróżniały się zastosowanymi w nich śrubami w układzie calowym. Silniki produkcji brytyjskiej wykazywały się dłuższą żywotnością niż te wyprodukowane w kraju. Również tarcze sprzęgłowe różniły się od tych zamontowanych w Ursusach C-360, a także wałki sprzęgłowe, które musiały być nieco dłuższe. Ursus C-360-3P mimo upływu lat nadal jest bardzo cenionym ciągnikiem na polskiej wsi. Na bazie tego modelu budowano również koparko – odmularkę Pelikan-2 służącą do prac melioracyjnych.
Jedną z charakterystycznych cech wszystkich ciągników Ursusa z rodziny C-360 jest głośna praca przekładni głównej na wyższych biegach. Wynika to z faktu, iż koła zębate na wałku atakującym i tarczy tych ciągników mają układ prostych zębów. Ciągniki te różniły się głównie silnikiem oraz jego osprzętem, deską rozdzielczą oraz rodzajami kabin kierowcy, a od sierpnia 1989 roku wprowadzono jeden akumulator montowany z przodu ciągnika w masce przed chłodnicą (wcześniej były 2 akumulatory pod podłogą kabiny). Zmieniono również układ zaczepów tylnych ciągnika oraz nieznacznie wzmocniono instalację hydrauliczną. 

## Dane techniczne
- Klasa ciągnika – 0,9 według PN-78/R-36100

Silnik
- Typ – Perkins AD3.152UR;
- Rodzaj – wysokoprężny, czterosuwowy, rzędowy z bezpośrednim wtryskiem paliwa
- Liczba cylindrów – 3
- Pojemność skokowa – 2502 cm³
- Stopień sprężania – 16,5
- Moc znamionowa – 34,6 kW (47,5 KM) według DIN 70200
- Znamionowy moment obrotowy – 146 Nm według DIN 70200
- Max. moment obrotowy – 165 Nm według DIN 70200
- Znamionowa prędkość obrotowa – 2250 obr./min
- Prędkość obrotowa przy max. momencie obrotowym – 1300–1500 obr./min
- Średnica cylindra/skok tłoka – 91,44/127 mm
- Jednostkowe zużycie paliwa przy mocy znamionowej według DIN 70200 – 236 g/kWh
- Pompa wtryskowa – rozdzielaczowa z regulatorem mechanicznym, typ DPA
- Filtr powietrza – dwustopniowy cyklonowy oraz bezwładnościowy mokry typu 46612.010 produkcji ZSM Brodnica[1]
- Rozrusznik – ER-400 265, ER-400 341 (od X.89)
- Alternator – ER-300 864

Układ napędowy

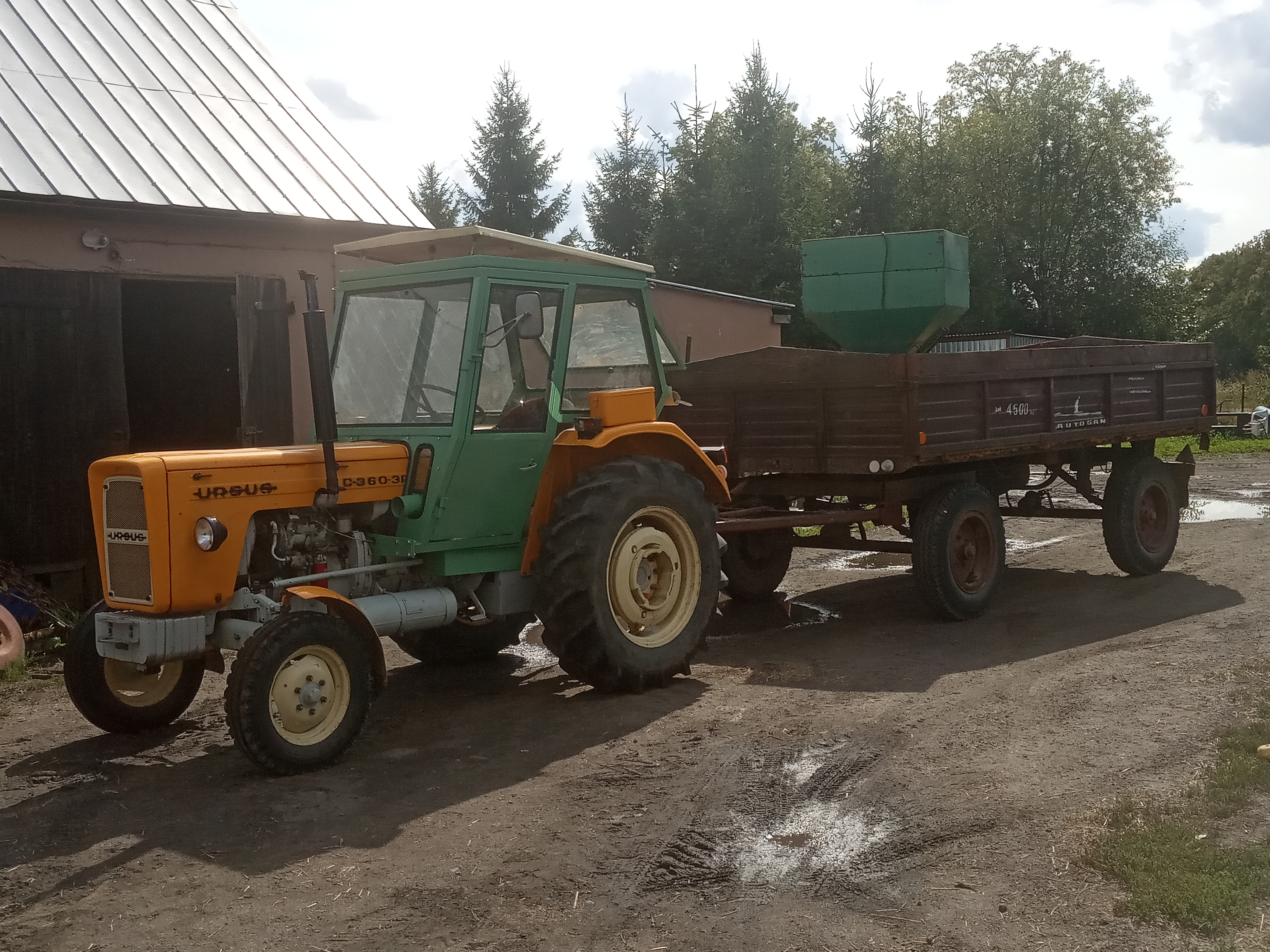
Widok na lewą stronę ciągnika z przyczepą Autosan D46

- Widok na lewą stronę ciągnika z przyczepą Autosan D46Sprzęgło – cierne, tarczowe, suche, dwustopniowe sterowane mechanicznie, średnica tarcz 280/165mm
- Skrzynia przekładniowa – z reduktorem, mechaniczna z kołami przesuwnymi
- Liczba biegów w przód w tył – 10/2
- Blokada mechanizmu różnicowego – mechaniczna

Układy jezdne
- Oś przednia – nienapędzana, sztywna, zamocowana wahliwie na sworzniu
- Dopuszczalne obciążenie osi przedniej statyczne przy rozstawie koł 1350 mm – 1490 kg
- Mechanizm kierowniczy – śrubowo-kulkowy
- Hamulec roboczy (nożny) – hydrauliczny szczękowy, niezależny na oba koła tylne

Układy agregowania
- Podnośnik hydrauliczny –  tłokowy, z regulacją siłowa i pozycyjną
- Wydatek pompy hydraulicznej – 21,5 dm³
- Typ pompy hydraulicznej – zębata
- Ciśnienie nominalne w układzie – 12 MPa
- System regulacji automatycznej – górnozaczepowy
- Liczba szybkozłączy hydrauliki zewnętrznej – 2
- TUZ kategorii II według ISO, udźwig na końcach dźwigni dolnych 1200 kg
- WOM – niezależny lub zależny, 540 obr./min

Masy – wymiary – pojemności
- Masa ciągnika gotowego do pracy bez dodatkowych mas obciążających – 2056 kg
- Masa ciągnika gotowego do pracy z dodatkowymi masami obciążającymi, bez mas wody w ogumieniu – 2409 kg
- Rozkład mas na oś przednią/tylną – 843/1566 kg
- Długość ciągnika – 3610 mm
- Szerokość ciągnika – 1800 mm przy rozstawie kół 1425 mm
- Wysokość ciągnika z tłumikiem wydechu – 2050 mm
- Rozstaw osi –  2172 mm
- Prześwit z kołami standard – 440 mm
- Dopuszczalna masa ciągnionych przyczep dwuosiowych z ładunkiem – 10 500 kg

## Zdjęcia ciągnika

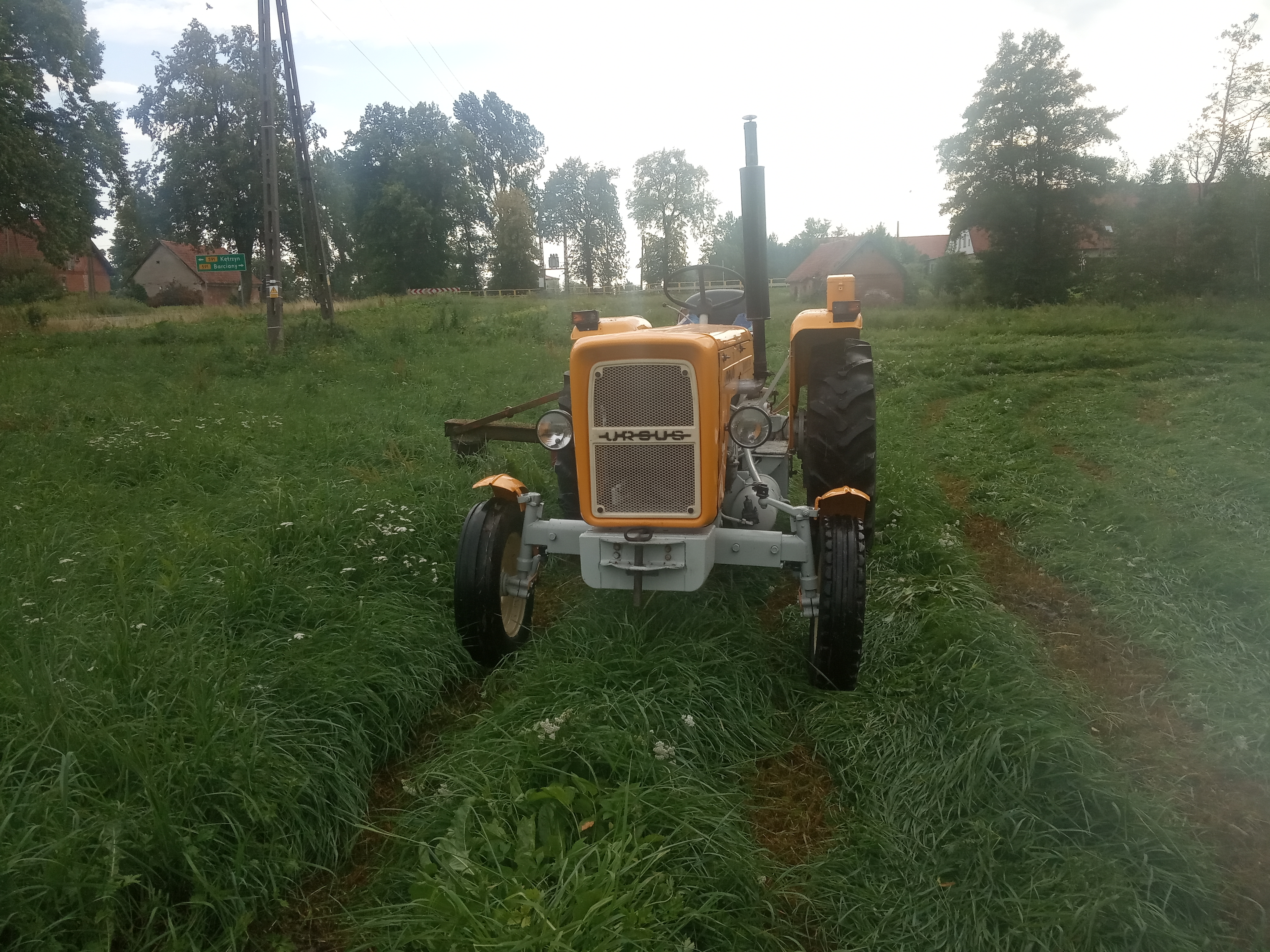
Przód ciągnika
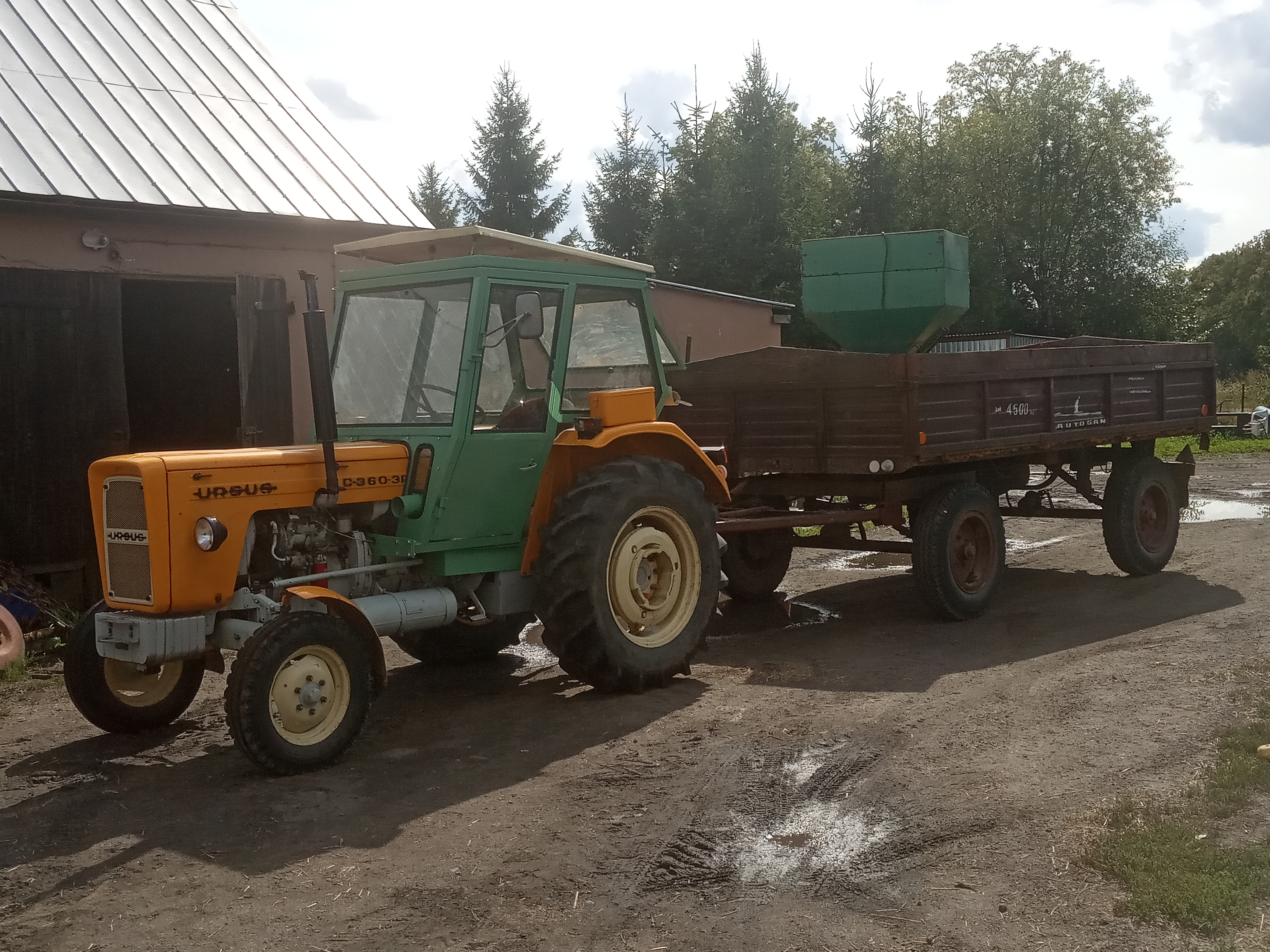
Widok na lewą stronę ciągnika. Z tyłu przyczepa Autosan D46
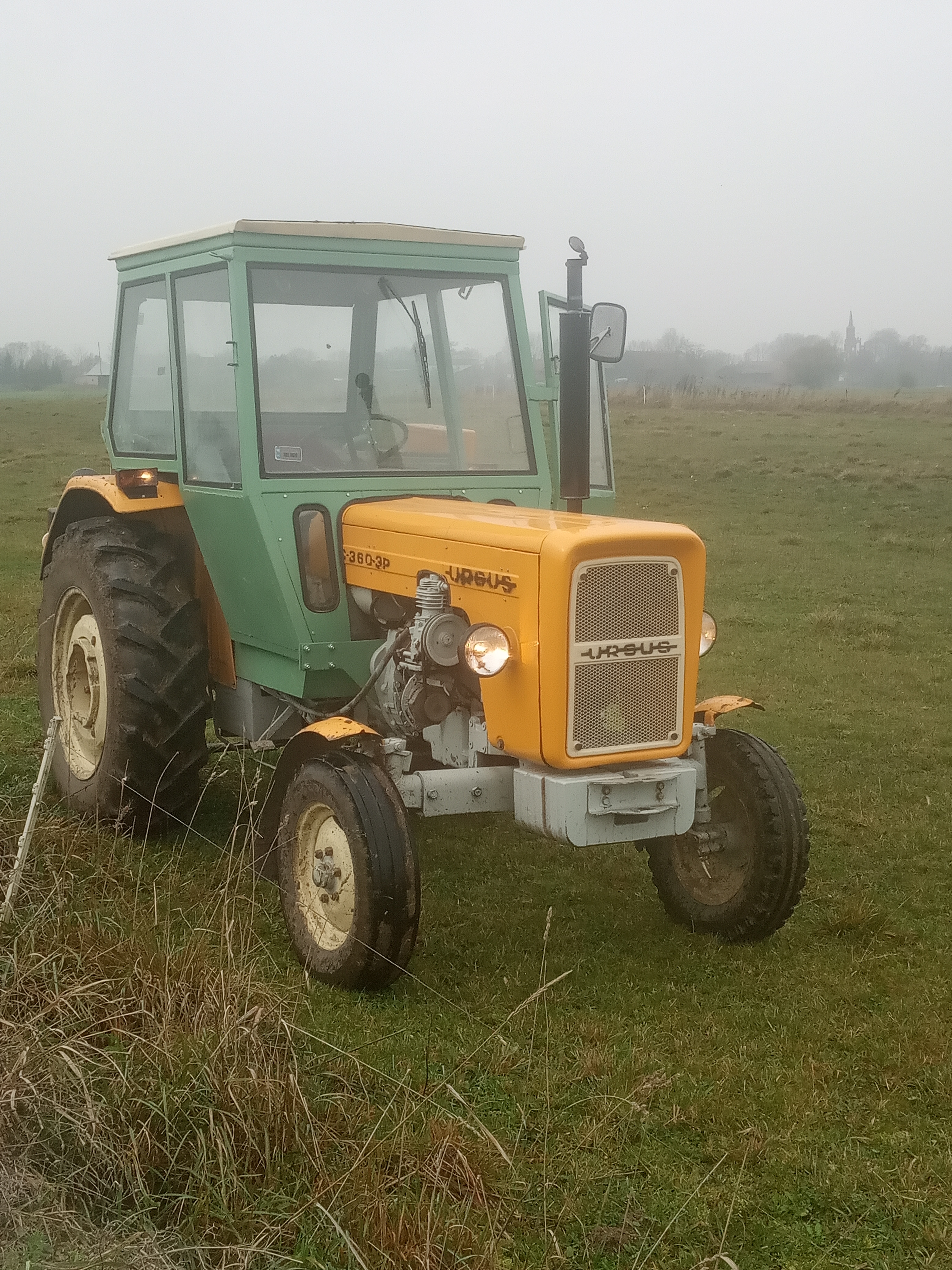
Widok na przód i prawą stronę ciągnika
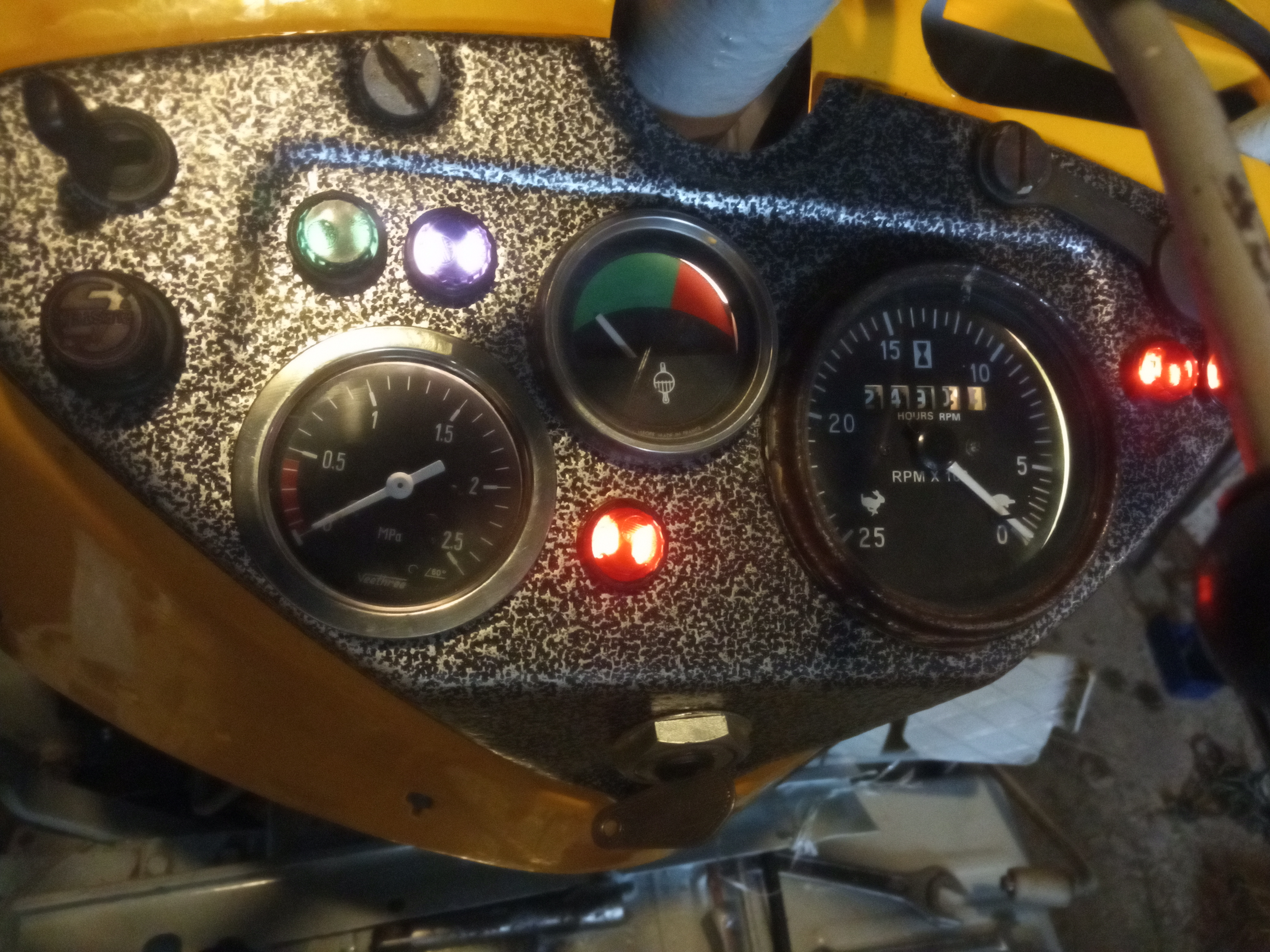
Deska rozdzielcza Ursusa c360 3P z 1984